# Marvel vs. Capcom
Marvel vs. Capcom (japonês: マーヴルVSカプコン, Hepburn: Māburu bāsasu Kapukon) é uma série de jogos eletrônicos de luta crossover desenvolvida e publicada pela Capcom, apresentando personagens de franquias da Marvel Comics e Capcom. Foi a primeira série Vs. envolvendo a Capcom, que também produziu outras séries Vs. com a SNK (SNK vs. Capcom) e Tatsunoko Production (Tatsunoko vs. Capcom: Ultimate All-Stars).
Os personagens da Marvel no começo eram retratados com suas aparências das séries animadas dos anos 1990, particularmente do X-Men: Animated Series, sendo dublados pelos mesmos atores do desenho. Da mesma forma, o elenco do Marvel vs. Capcom 3 tinha semelhanças e os mesmos dubladores de suas incarnações animadas do começo dos anos 2000, como vistos em Wolverine and the X-Men, The Spectacular Spider-Man e The Avengers: Earth's Mightiest Heroes.
Em 3 de dezembro de 2016, a Capcom confirmou oficialmente o próximo da série, intitulado Marvel vs. Capcom: Infinite. Um trailer oficial foi lançado no PlayStation Experience. Ao todo, a série já vendeu 7 milhões de unidades.

## Títulos

### Jogos eletrônicos
| Título                                   | Lançamento | Plataforma(s) originais                    | Portes                                                                            |
| ---------------------------------------- | ---------- | ------------------------------------------ | --------------------------------------------------------------------------------- |
| X-Men vs. Street Fighter                 | 1996       | Arcade                                     | Sega Saturn (1997); PlayStation (1998)                                            |
| Marvel Super Heroes vs. Street Fighter   | 1997       | Arcade                                     | Sega Saturn (1998); PlayStation (1999)                                            |
| Marvel vs. Capcom: Clash of Super Heroes | 1998       | Arcade                                     | Dreamcast (1999), PlayStation (2000); PSN, XBLA (2012)                            |
| Marvel vs. Capcom 2: New Age of Heroes   | 2000       | Arcade                                     | Dreamcast (2000); PlayStation 2 (2002); Xbox (2003); PSN, XBLA (2009); iOS (2012) |
| Marvel vs. Capcom 3: Fate of Two Worlds  | 2011       | PlayStation 3, Xbox 360                    | —                                                                                 |
| Ultimate Marvel vs. Capcom 3             | 2011       | PlayStation 3, Xbox 360                    | PlayStation Vita (2011); PlayStation 4 (2016); Microsoft Windows, Xbox One (2017) |
| Marvel vs. Capcom Origins                | 2012       | PSN, XBLA                                  | —                                                                                 |
| Marvel vs. Capcom: Infinite              | 2017       | PlayStation 4, Xbox One, Microsoft Windows | —                                                                                 |

## Personagens
Asteriscos denotam personagens só disponíveis em versões posteriores.
Alguns personagens(sobretudo da Marvel) se fizeram presentes em X-Men: Children of the Atom e Marvel Super Heroes, antes de estrelarem na série MVC, são eles:
- X-Men: Ciclope, Tempestade, Homem de Gelo, Colossus, Sentinela, Espiral, Omega Red, Samurai Dourado, Akuma
- Marvel Super Heroes: Hulk, Homem-Aranha, Homem de Ferro, Capitão América, Shuma Gorath, Coração Negro, Dr. Destino, Thanos, Anita
- Ambos: Wolverine, Psylocke, Magneto, Juggernaut

| Personagem          | Aparece em...            | Aparece em...                                                        | Aparece em...                                                              | Aparece em...        | Aparece em...                                         |
| Personagem          | X-Men vs. Street Fighter | Marvel Super Heroes vs. Street Fighter                               | Marvel vs. Capcom                                                          | Marvel vs. Capcom 2  | Marvel vs. Capcom 3                                   |
| ------------------- | ------------------------ | -------------------------------------------------------------------- | -------------------------------------------------------------------------- | -------------------- | ----------------------------------------------------- |
| Wolverine           | Sim                      | Sim                                                                  | Sim                                                                        | (Tendo duas versões) | Sim                                                   |
| Ryu                 | Sim                      | Sim                                                                  | (Podendo lutar como Ken ou Evil Ryu)                                       | Sim                  | (Podendo lutar como Ken ou Evil Ryu)                  |
| Ciclope             | Sim                      | Sim                                                                  | (somente como assistente especial)                                         | Sim                  | Não                                                   |
| Ken                 | Sim                      | Sim                                                                  | (somente como modo especial de Ryu)                                        | Sim                  | (somente como modo especial de Ryu)                   |
| Tempestade          | Sim                      | Não                                                                  | (somente como assistente especial)                                         | Sim                  | Sim                                                   |
| Chun-Li             | Sim                      | Sim                                                                  | (Também com sua versão Shadow Lady)                                        | Sim                  | Sim                                                   |
| Gambit              | Sim                      | Não                                                                  | Sim                                                                        | Sim                  | Não                                                   |
| Nash/Charlie        | Sim                      | *(somente em sua versão Shadow)                                      | (somente como assistente especial)                                         | Sim                  | Não                                                   |
| Fanático            | Sim                      | Não                                                                  | (somente como assistente especial)                                         | Sim                  | Não                                                   |
| Zangief             | Sim                      | (Inclusive tendo uma versão secreta desbloqueável: Mech Zangief)     | (Inclusive tendo uma versão secreta desbloqueável: Mech Zangief)           | Sim                  | Não                                                   |
| Magneto             | Sim                      | Não                                                                  | (somente como assistente especial)                                         | Sim                  | Sim                                                   |
| Vega/M. Bison       | Sim                      | Sim                                                                  | Não                                                                        | Sim                  | Não                                                   |
| Dentes-De-Sabre     | Sim                      | Não                                                                  | Não                                                                        | Sim                  | Não                                                   |
| Dhalsim             | Sim                      | Sim                                                                  | Não                                                                        | Sim                  | Não                                                   |
| Vampira             | Sim                      | Não                                                                  | (somente como assistente especial)                                         | Sim                  | Não                                                   |
| Apocalipse (chefe)  | Sim                      | Sim                                                                  | Não                                                                        | Não                  | Não                                                   |
| Gouki/Akuma         | *                        | Sim                                                                  | (Apenas interferindo no modo Evil do personagem Ryu)                       | Sim                  | *(Também interferindo no modo Evil do personagem Ryu) |
| Capitão América     | Não                      | (Inclusive tendo uma versão secreta desbloqueável: U.S. Agent)       | (Inclusive como Assistente especial: U.S. Agent)                           | Sim                  | Sim                                                   |
| Dan Hibiki          | Não                      | Sim                                                                  | Não                                                                        | Sim                  | Não                                                   |
| Homem-Aranha        | Não                      | (Inclusive tendo uma versão secreta desbloqueável: Venom Spider Man) | Sim                                                                        | Sim                  | Sim                                                   |
| Hulk                | Não                      | Sim                                                                  | (Inclusive tendo uma versão laranja desbloqueável)                         | Sim                  | Sim                                                   |
| Sakura              | Não                      | (Tendo uma versão Evil desbloqueável)                                | Não                                                                        | Sim                  | Não                                                   |
| Omega Vermelho      | Não                      | Sim                                                                  | Não                                                                        | Sim                  | Não                                                   |
| Coração Negro       | Não                      | (Inclusive tendo uma versão secreta desbloqueável: Mephisto)         | Não                                                                        | Sim                  | Não                                                   |
| Shuma-Gorath        | Não                      | Sim                                                                  | Não                                                                        | Sim                  | **                                                    |
| Captain Commando    | Não                      | Não                                                                  | Sim                                                                        | Sim                  | Não                                                   |
| Máquina de Combate  | Não                      | Não                                                                  | (Inclusive tendo uma versão secreta desbloqueável: Homem de Ferro dourado) | Sim                  | (Apenas num modo especial do Homem de Ferro)          |
| Morrigan Aensland   | Não                      | Não                                                                  | (Inclusive tendo uma versão secreta desbloqueável: Lilith Aensland)        | Sim                  | Sim                                                   |
| Venom               | Não                      | Não                                                                  | (Inclusive tendo uma versão vermelha desbloqueável: Carnificina)           | Sim                  | Não                                                   |
| Jin Saotome         | Não                      | Não                                                                  | Sim                                                                        | Sim                  | Não                                                   |
| Megaman/Rockman     | Não                      | Não                                                                  | Sim                                                                        | Sim                  | Não                                                   |
| Strider Hiryu       | Não                      | Não                                                                  | Sim                                                                        | Sim                  | Sim                                                   |
| Massacre (chefe)    | Não                      | Não                                                                  | Sim                                                                        | Não                  | Não                                                   |
| Cable               | Não                      | Não                                                                  | Não                                                                        | Sim                  | Não                                                   |
| Amingo              | Não                      | Não                                                                  | Não                                                                        | Sim                  | Não                                                   |
| Colossus            | Não                      | Não                                                                  | (somente como assistente especial)                                         | Sim                  | Não                                                   |
| Anakaris            | Não                      | Não                                                                  | Não                                                                        | Sim                  | Não                                                   |
| Doutor Destino      | Não                      | Não                                                                  | Não                                                                        | Sim                  | Sim                                                   |
| B. B. Hood          | Não                      | Não                                                                  | Não                                                                        | Sim                  | Não                                                   |
| Homem de Gelo       | Não                      | Não                                                                  | (somente como assistente especial)                                         | Sim                  | Não                                                   |
| Felicia             | Não                      | Não                                                                  | Não                                                                        | Sim                  | Sim                                                   |
| Homem de Ferro      | Não                      | Não                                                                  | (somente como personagem secreto)                                          | Sim                  | Sim                                                   |
| Guile               | Não                      | Não                                                                  | Não                                                                        | Sim                  | Não                                                   |
| Medula              | Não                      | Não                                                                  | Não                                                                        | Sim                  | Não                                                   |
| Hayato Kazanki      | Não                      | Não                                                                  | Não                                                                        | Sim                  | Não                                                   |
| Sentinela           | Não                      | Não                                                                  | (somente como assistente especial)                                         | Sim                  | Sim                                                   |
| Jill Valentine      | Não                      | Não                                                                  | Não                                                                        | Sim                  | **                                                    |
| Samurai de Prata    | Não                      | Não                                                                  | Não                                                                        | Sim                  | Não                                                   |
| Roll                | Não                      | Não                                                                  | Sim                                                                        | Sim                  | Não                                                   |
| Spiral              | Não                      | Não                                                                  | Não                                                                        | Sim                  | Não                                                   |
| Servbot             | Não                      | Não                                                                  | Não                                                                        | Sim                  | Não                                                   |
| Thanos              | Não                      | Não                                                                  | Não                                                                        | Sim                  | Não                                                   |
| Ruby Heart          | Não                      | Não                                                                  | Não                                                                        | Sim                  | Não                                                   |
| Psylocke            | Não                      | Não                                                                  | (Somente como assistente especial)                                         | Sim                  | Não                                                   |
| Son Son             | Não                      | Não                                                                  | Não                                                                        | Sim                  | Não                                                   |
| Tron Bonne          | Não                      | Não                                                                  | Não                                                                        | Sim                  | Sim                                                   |
| Abyss (chefe)       | Não                      | Não                                                                  | Não                                                                        | Sim                  | Não                                                   |
| Carnificina         | Não                      | Não                                                                  | (Somente como personagem secreto)                                          | Não                  | Não                                                   |
| Lou                 | Não                      | Não                                                                  | (Somente como assistente especial)                                         | Não                  | Não                                                   |
| Jubileu             | Não                      | Não                                                                  | (Somente como assistente especial)                                         | Não                  | Não                                                   |
| Saki                | Não                      | Não                                                                  | (Somente como assistente especial)                                         | Não                  | Não                                                   |
| Devilot             | Não                      | Não                                                                  | (Somente como assistente especial)                                         | Não                  | Não                                                   |
| Ton Pooh            | Não                      | Não                                                                  | (Somente como assistente especial)                                         | Não                  | Não                                                   |
| Michelle Heart      | Não                      | Não                                                                  | (Somente como assistente especial)                                         | Não                  | Não                                                   |
| Unknown Soldier     | Não                      | Não                                                                  | (Somente como assistente especial)                                         | Não                  | Não                                                   |
| Pure & Fur          | Não                      | Não                                                                  | (Somente como assistente especial)                                         | Não                  | Não                                                   |
| Anita               | Não                      | Não                                                                  | (Somente como assistente especial)                                         | Não                  | Não                                                   |
| Norimaro            | Não                      | (exclusivo da versão japonesa)                                       | Não                                                                        | Não                  | Não                                                   |
| Deadpool            | Não                      | Não                                                                  | Não                                                                        | Não                  | Sim                                                   |
| Albert Wesker       | Não                      | Não                                                                  | Não                                                                        | Não                  | Sim                                                   |
| Dormammu            | Não                      | Não                                                                  | Não                                                                        | Não                  | Sim                                                   |
| Amaterasu           | Não                      | Não                                                                  | Não                                                                        | Não                  | Sim                                                   |
| M.O.D.O.K.          | Não                      | Não                                                                  | Não                                                                        | Não                  | Sim                                                   |
| Arthur              | Não                      | Não                                                                  | (Somente como assistente especial)                                         | Não                  | Sim                                                   |
| Fênix               | Não                      | Não                                                                  | Não                                                                        | Não                  | Sim                                                   |
| Mulher-Hulk         | Não                      | Não                                                                  | Não                                                                        | Não                  | Sim                                                   |
| C. Viper            | Não                      | Não                                                                  | Não                                                                        | Não                  | Sim                                                   |
| Super Skrull        | Não                      | Não                                                                  | Não                                                                        | Não                  | Sim                                                   |
| Dante               | Não                      | Não                                                                  | Não                                                                        | Não                  | Sim                                                   |
| Taskmaster          | Não                      | Não                                                                  | Não                                                                        | Não                  | Sim                                                   |
| Hsien-Ko            | Não                      | Não                                                                  | Não                                                                        | Não                  | Sim                                                   |
| Thor                | Não                      | Não                                                                  | (somente como assistente especial)                                         | Não                  | Sim                                                   |
| Mike Haggar         | Não                      | Não                                                                  | Não                                                                        | Não                  | Sim                                                   |
| X-23                | Não                      | Não                                                                  | Não                                                                        | Não                  | Sim                                                   |
| Nathan Spencer      | Não                      | Não                                                                  | Não                                                                        | Não                  | Sim                                                   |
| Punho de Ferro      | Não                      | Não                                                                  | Não                                                                        | Não                  | Sim                                                   |
| Trish               | Não                      | Não                                                                  | Não                                                                        | Não                  | Sim                                                   |
| Viewtiful Joe       | Não                      | Não                                                                  | Não                                                                        | Não                  | Sim                                                   |
| Zero                | Não                      | Não                                                                  | Não                                                                        | Não                  | Sim                                                   |
| Galactus (Chefe)    | Não                      | Não                                                                  | Não                                                                        | Não                  | Sim                                                   |
| Frank West          | Não                      | Não                                                                  | Não                                                                        | Não                  | Sim                                                   |
| Doutor Estranho     | Não                      | Não                                                                  | Não                                                                        | Não                  | *                                                     |
| Fireband            | Não                      | Não                                                                  | Não                                                                        | Não                  | *                                                     |
| Motoqueiro Fantasma | Não                      | Não                                                                  | Não                                                                        | Não                  | *                                                     |
| Nemesis             | Não                      | Não                                                                  | Não                                                                        | Não                  | *                                                     |
| Gavião Arqueiro     | Não                      | Não                                                                  | Não                                                                        | Não                  | *                                                     |
| Phoenix Wright      | Não                      | Não                                                                  | Não                                                                        | Não                  | *                                                     |
| Vergil              | Não                      | Não                                                                  | Não                                                                        | Não                  | *                                                     |
| Nova                | Não                      | Não                                                                  | Não                                                                        | Não                  | *                                                     |
| Rocket Raccoon      | Não                      | Não                                                                  | Não                                                                        | Não                  | *                                                     |

## Crítica
A série é muito bem falada. Abrange muitos fãs (de personagens de quadrinhos presentes, principalmente) e é considerada a mãe de vários outros jogos de mesmo estilo.
Seu sistema de Tag Battle é considerado o melhor e quando se trata deste assunto, o nome da série é sempre citado, mesmo que o jogo em questão não tenha grandes relações com a série. Um bom exemplo disso é visto no artigo do jogo The King of Fighters 2003, produzido pela SNK Playmore.